# Archives (Parigi)
Archives è l'11º quartiere amministrativo di Parigi, situato nel III arrondissement all'interno del Marais. Il nome deriva dagli Archivi nazionali, situati nell'Hôtel de Soubise e nell'Hôtel de Rohan.

## Geografia
Il quartiere Archives è delimitato:
- A Sud da Rue des Francs-Bourgeois e Rue du Pas-de-la-Mule;
- A Est dal Boulevard Beaumarchais;
- A Nord dalle Rue Pastourelle, de Poitou e du Pont-aux-Choux;
- A Ovest dalla Rue des Archives.